# Granny 3
Granny 3 — третя гра франшизи Granny. Сиквел гри Granny: Chapter Two та триквел гри Granny. Поки що є фінальною частиною цієї серії відеоігор

## Опис
У бабусі та дідуся новий будинок.
Як завжди, вони не роблять нічого важливого, окрім як гуляють по дому та охороняють, щоб ніхто не вторгся на їхню територію.
Ви, як ув'язнений, повинні спробувати вибратися звідти до п'ятого дня.
Як завжди, бабуся чує, якщо ви впустите щось на підлогу або наступите на скрипучу підлогу.
Дідусь погано чує, але любить стріляти з дробовика у все, що рухається.
Ще у нас є внучка бабусі Слендріна, яка час від часу з'являється і намагається зробити ваше вимушене перебування ще важчим.
Якщо ви бачите її, відведіть погляд якнайшвидше, тому що її погляд вбиває.
Ви можете сховатись під ліжками, диваном або в шафі, але заради бога, не стрибайте в рів.
Будьте обережні!

## Сюжет
Дії гри відбуваються у 2020-х роках Після двох вдалих втеч жертв з попередніх будинків, Гренні та Грендпа вирішують перебратися у старовинний особняк, оточений ровом та високими стінами. Таким чином вони сподіваються зменшити шанс людей втекти від них. З собою вони забирають частину речей з попередніх осель, свою онуку Слендріну та ворона. Опинившись дома, сімейство негайно проводить підготовку і облаштовує будинок швидкого полювання.

Однієї ночі у лісі з'являється дослідник, який хоче знайти щось цікаве та натикається на особняк. Гренні дистанційно відчиняє ворота, а Грендпа ховається за рогом будинку, поки жертва, що нічого не підозрює, заходить на територію. За допомогою панелі управління Гренні закриває ворота, а потім піднімає дерев'яний міст, яким герой перетнув рів. Досліднику нічого не залишається, окрім як пройти до будинку. На ганку його застає зненацька Грендпа: він піднімає дробовик і вистрілює в налякану жертву. Герой втрачає свідомість, а люди похилого віку кидають його в одну з камер у підземному карцері.

Дослідник приходить до тями і досить швидко розуміє, що йому необхідно втекти. Уникаючи Гренні та Грендба, а також ухиляючись від погляду розлюченого духу їхньої онуки, він вибирається з камери і втікає одним із двох способів: через головні ворота або на метро.
У грі також є три погані кінцівки, які є альтернативними сюжетними гілками. У них дослідник не встигає в втечі і виявляється оглушеним на п'ятий день. Після цього Бабуся та Дідусь вбивають його, згодовуючи крокодилу, підриваючи всередині поламаного автомобіля у дворі чи переїжджаючи потягом.
1. 1 2  Steam — 2003.